# Gmina Lubomia
Gmina Lubomia je vesnická gmina v okrese Wodzisław (powiat wodzisławski) ve Slezském vojvodství v jižním Polsku. Nachází se jihovýchodně od města Ratiboř a západně od města Pszów. Sídlo gminy je v obci Lubomia.

## Vesnice ve gmině
- Lubomia
- Syrynia
- Buków
- Ligota Tworkowska
- Nieboczowy
- Grabówka

## Další informace
V gmině žije cca 7900 obyvatel. V katastru gminy jsou postaveny protipovodňové nádrže na řece Odra Polder Buków a Racibórz Dolny.

## Galerie

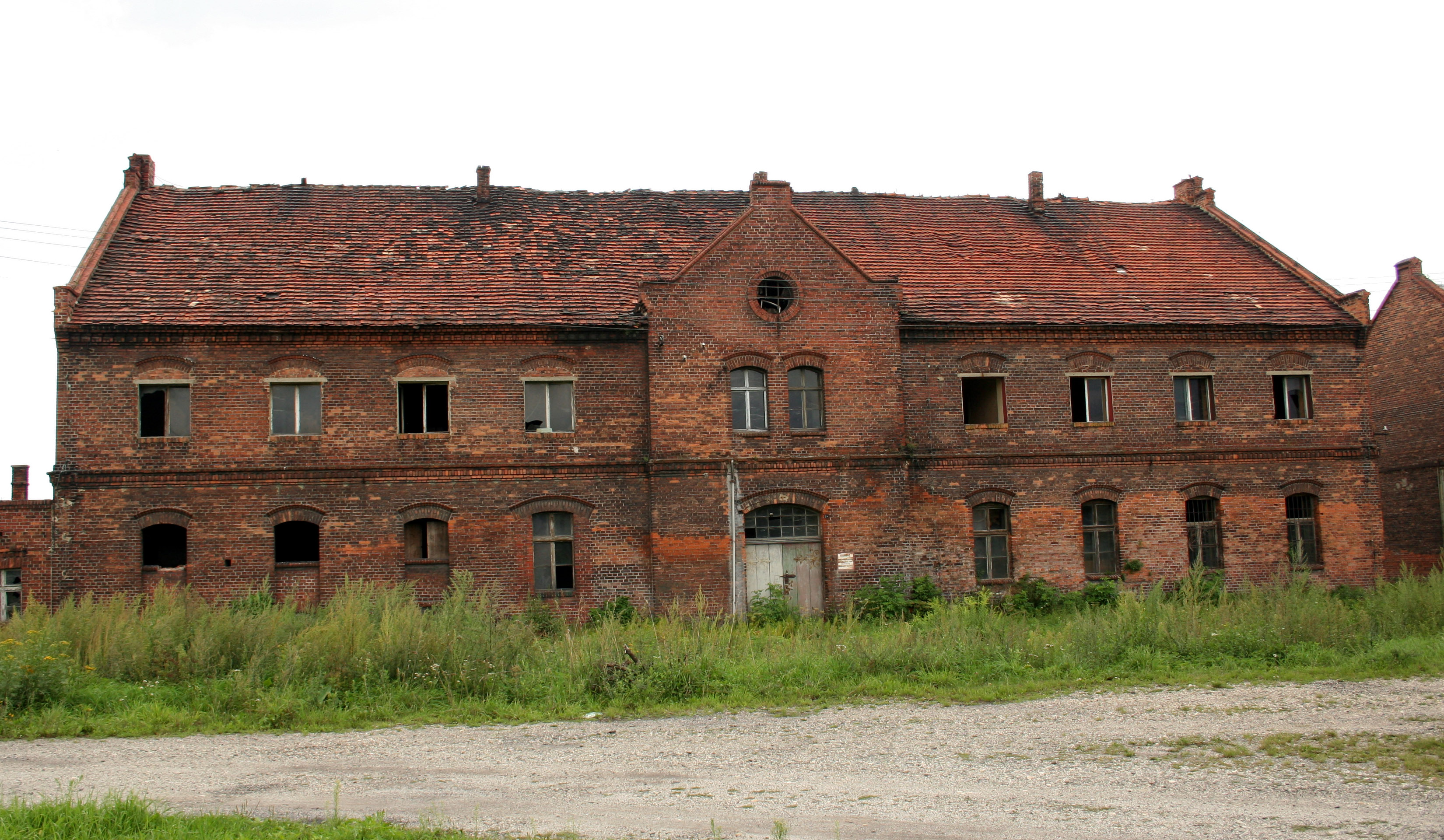
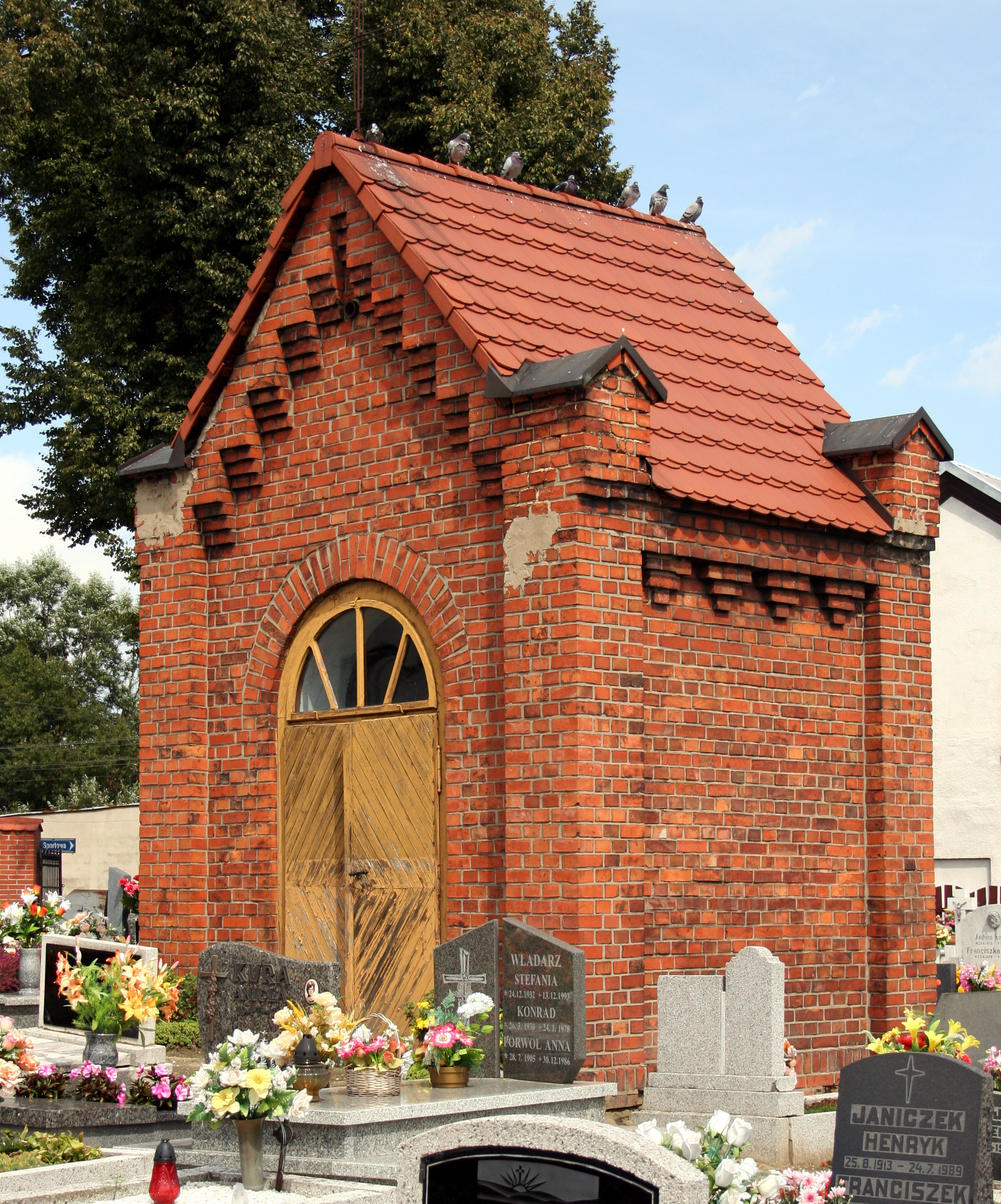
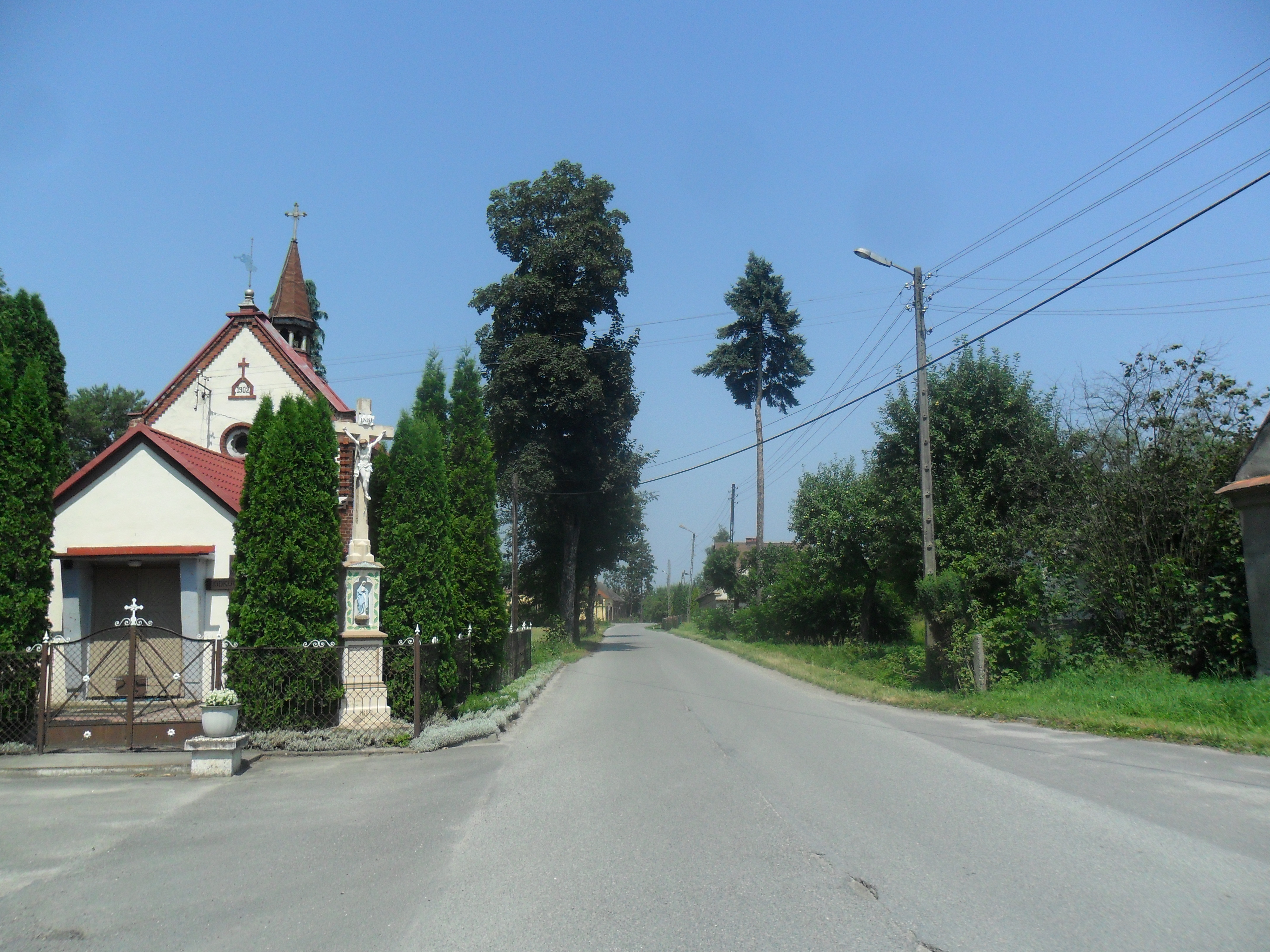
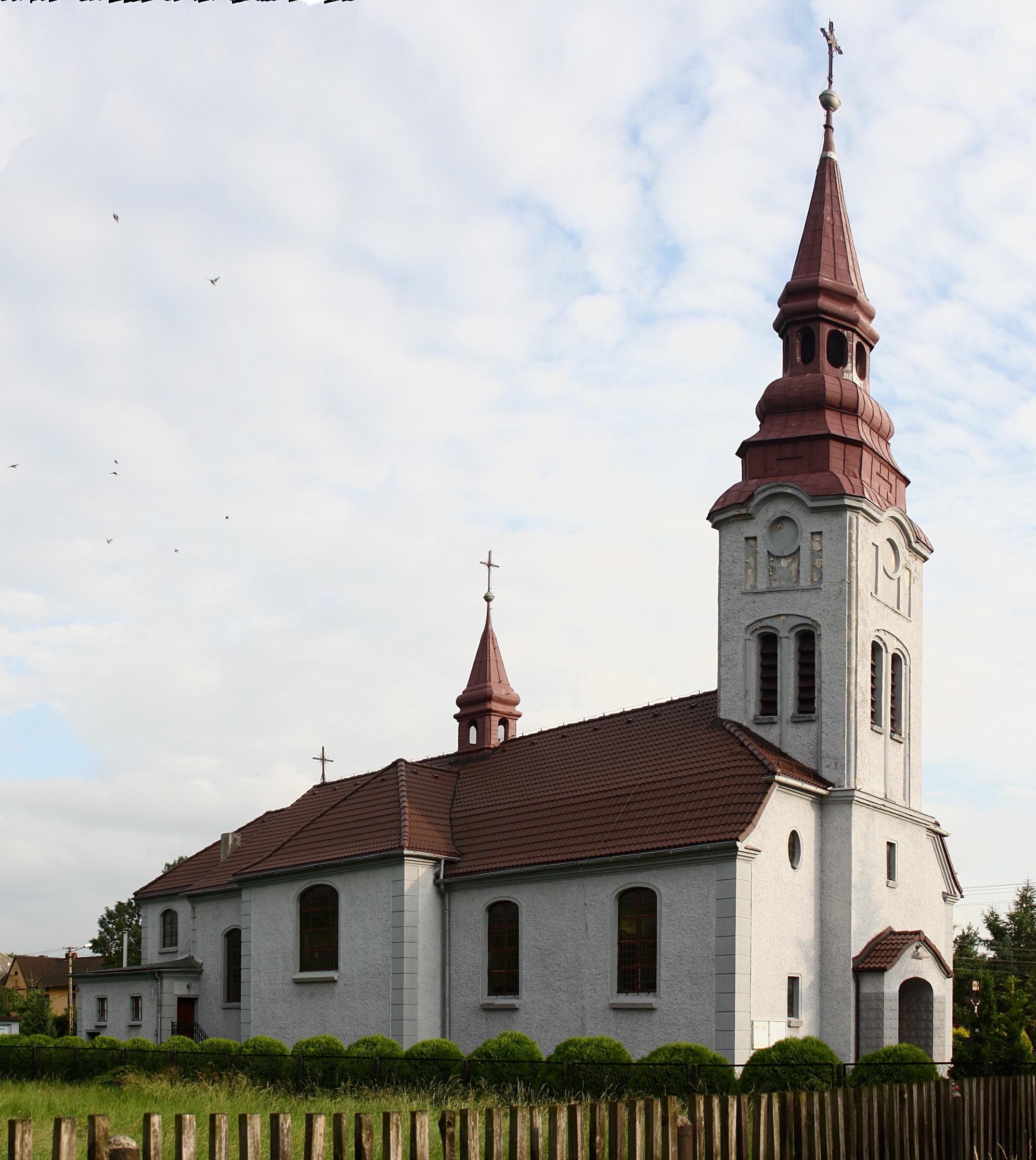
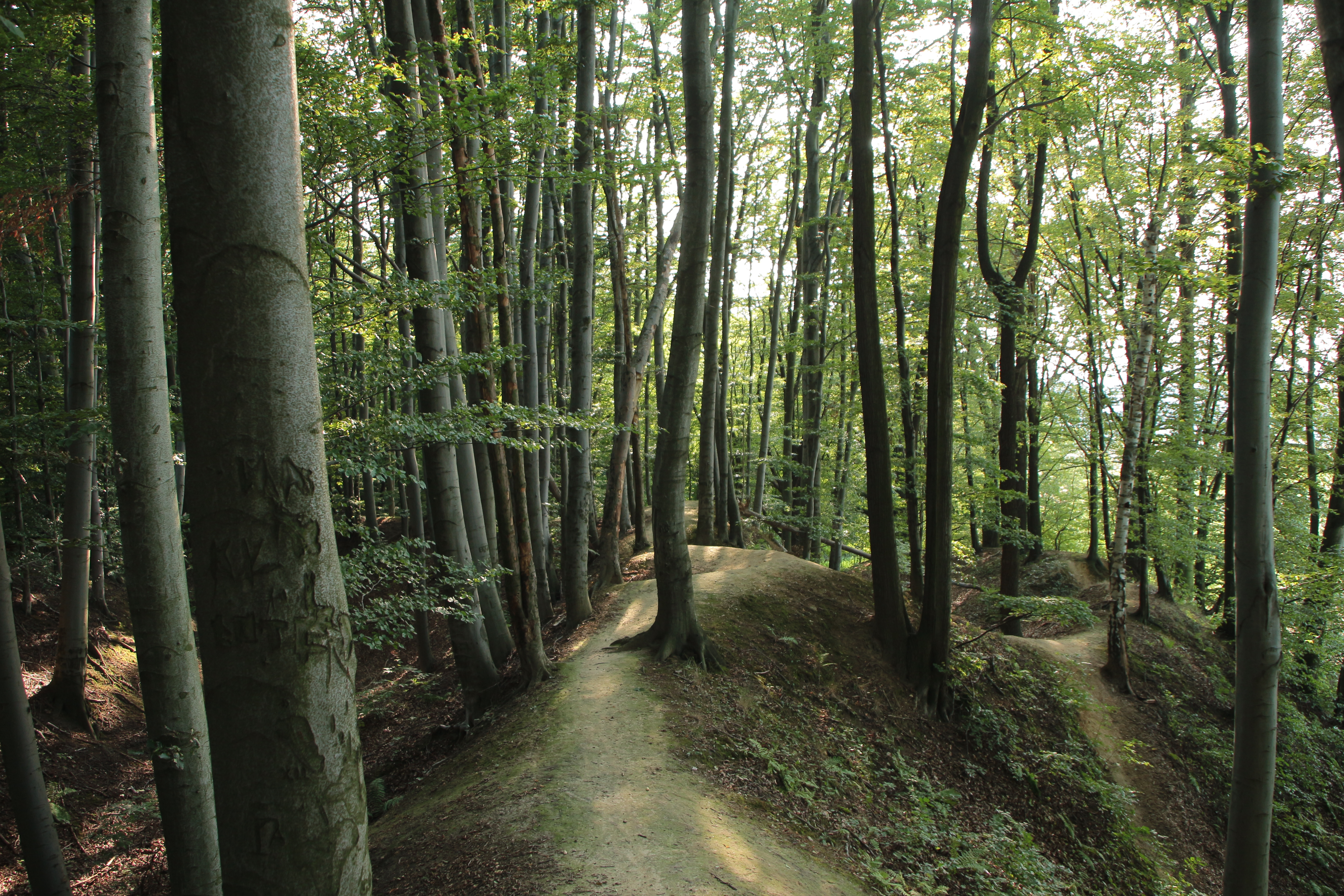
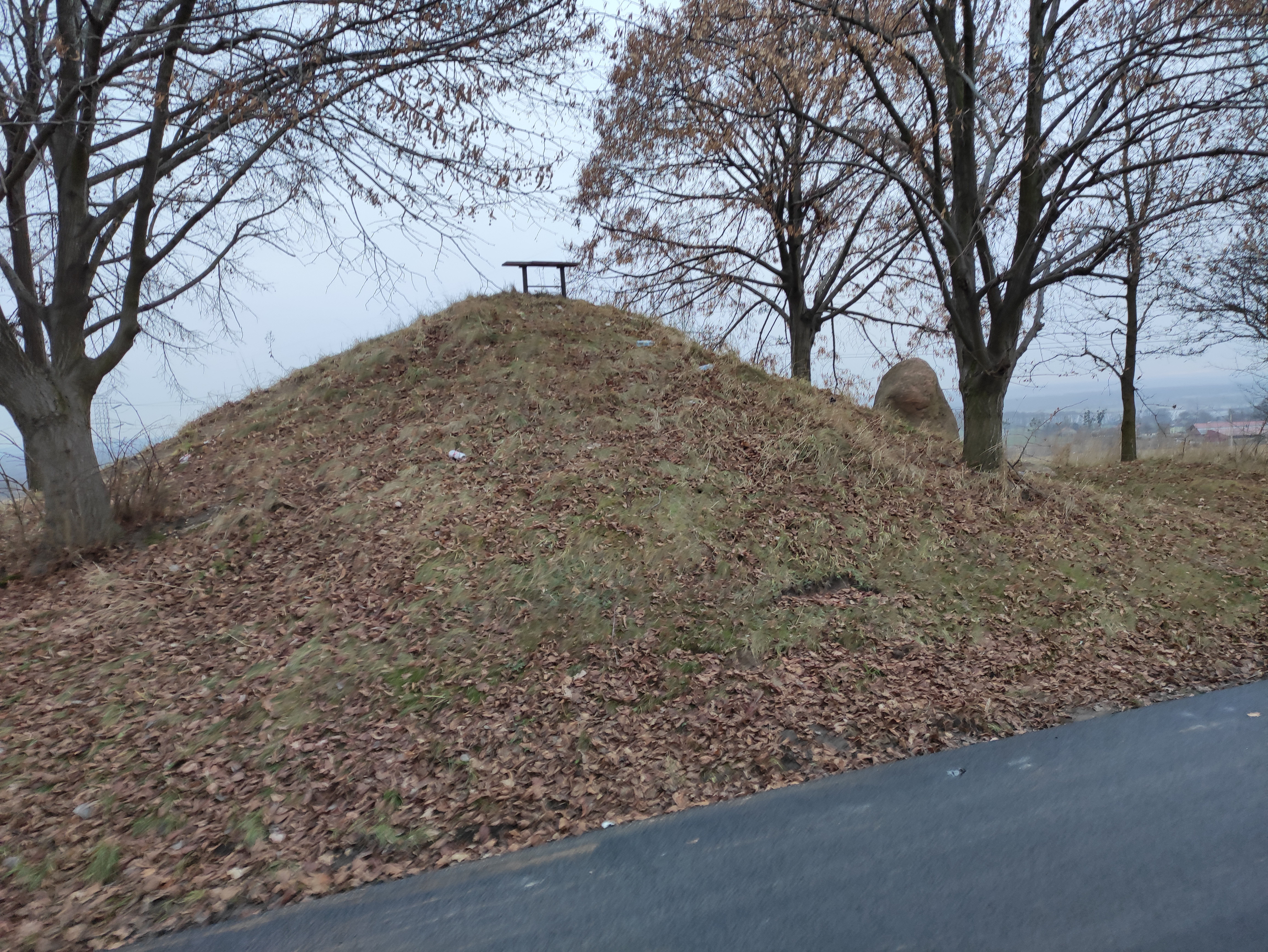